# Gaia Wise
Pour les articles homonymes, voir Wise.
Gaia Wise (née le 4 décembre 1999 à Londres, au Royaume-Uni) est une actrice britannique.

## Biographie
Gaia Wise naît le 4 décembre 1999 à Londres, au Royaume-Uni. Elle est la fille de l' actrice, scénariste et productrice britannique Emma Thompson et de l'acteur britannique Greg Wise.

## Filmographie

### Films
- 2009 : Last Chance for Love : une fille au mariage
- 2016 : Randonneurs amateurs : Becca
- 2024 : Danced, court métrage : Mira
- 2024 : Le Seigneur des Anneaux : La Guerre des Rohirrim : Héra (voix)

### Séries
- 2022 : Affaires non classées : Jo Reynolds
- 2023 : The Chelsea Detective, saison 2, épisode 3 : Emma Frankland